# Hospicio Gutiérrez Zamora
El Hospicio Manuel Gutiérrez Zamora se ubica en lo que hoy conocemos como Museo de la Ciudad de Veracruz se localiza en avenida Ignacio Zaragoza número 397 entre las calles Francisco Canal y Esteban Morales, fue utilizado como un hospicio durante 90 años (1870-1966. Fue durante esta época que albergó invasores producto de las diversas invasiones extranjeras acaecidas sobre la ciudad de Veracruz, así como a niños en condición de calle y menesterosos. El antecedente histórico de dicho orfanato data del año 1852, cuando el Coronel  Manuel Gutiérrez Zamora y la Junta de Caridad, tomaron el proyecto de convertir una antigua maestranza de artillería cuyo uso tuvo en el siglo XIX y construyendo las reformas necesarias al inmueble como albergue para niños necesitados y huérfanos. Dichas reformas y modificaciones tardaron por los periodos entreguerras acogiendo entre otros pertrechos a la Marina de Guerra Francesa (1867)  finalmente no sería sino hasta el 12 de diciembre de 1870 cuando se inauguró, contaba con talleres de carpintería, panadería e imprenta.
Por cuanto a su arquitectura es un inmueble del tipo neoclásico con paredes de yeso y piedra Mucar - corales escleractinios- ya en su interior cuenta con un bello patio central que mantiene su estética impresionante así una fuente tallada en mármol,  refiere el especialista Ricardo Cañas "...que se considera dicho edificio como una joya de la historia y el arquitectura..."
En el acervo historiográfico que conserva al día de hoy el Instituto Nacional de Antropología e Historia, podremos observar como este bella arquitectura ha sido un fiel testigo de toda clase de acontecimientos históricos de la ciudad.
Tiene un horario de visitas de martes a domingo de 10:00 a 17:00 horas.
Este Inmueble se encuentra protegido por el Decreto expedido por el Gobierno Federal en el año 2004 al través de la Ley Federal sobre Monumentos y obras Arqueológicas, Artísticas e Históricas, mediante el cual se le designó como parte de la traza original de la ciudad, por lo que toda modificación o construcción en los alrededores del centro histórico deberá conservar la estética y el armonía supervisada por el I.N.A.H.
Al mes de septiembre de 2024 se encuentra en remodelación del Museo.